# Gisaengchung
GisaengchungRR (bra: Parasita; prt: Parasitas) é um filme de suspense e comédia negra sul-coreano de 2019, dirigido por Bong Joon-ho, que co-escreveu o roteiro com Han Jin-won e co-produziu. O filme, estrelado por Song Kang-ho, Lee Sun-kyun, Cho Yeo-jeong, Choi Woo-shik, Park So-dam, Jang Hye-jin, Park Myung-hoon e Lee Jung-eun, segue uma família pobre que planeja se tornarem empregados de uma família rica, infiltrando-se em sua casa como parasitas e passando-se por indivíduos altamente qualificados.
O roteiro é baseado no material original de Bong de uma peça escrita em 2013. Mais tarde, ele o adaptou em um rascunho de filme de quinze páginas, sendo dividido em três rascunhos diferentes por Han. Bong afirmou que se inspirou no filme coreano de 1960 Hanyeo e no incidente de Christine e Léa Papin ocorrido década de 1930. As filmagens começaram em maio de 2018 e terminaram em setembro. O projeto contou com o diretor de fotografia Hong Kyung-pyo, o editor de cinema Yang Jin-mo e o compositor Jung Jae-il. Darcy Paquet, crítico de cinema e autor americano, forneceu traduções em inglês para o lançamento internacional do filme.
Teve sua premiere no Festival de Cinema de Cannes de 2019 em 21 de maio daquele ano, onde se tornou o primeiro filme coreano a ganhar seu prêmio principal, a Palma de Ouro. Foi lançado comercialmente na Coreia do Sul pela CJ Entertainment em 30 de maio, sendo amplamente elogiado pela direção e roteiro de Bong, e também por sua edição e design de produção. Arrecadou mais de US$ 263 milhões em todo o mundo contra um orçamento estimado em 15,5 milhões de dólares estadunidenses.
Entre seus numerosos prêmios, Gisaengchung ganhou as quatro principais categorias da Academia na 92ª edição do Oscar: Melhor Filme, Melhor Diretor, Melhor Roteiro Original e Melhor Filme Internacional, tornando-se o primeiro filme não falado em inglês a ganhar o Óscar de Melhor Filme. Foi o primeiro filme sul-coreano a receber qualquer reconhecimento do Óscar e um dos três únicos filmes a ganhar tanto a Palma de Ouro quanto o Óscar de Melhor Filme, marcando a primeira conquista desse tipo em mais de sessenta anos. Também ganhou o Globo de Ouro de Melhor Filme Estrangeiro e o Prêmio BAFTA de Melhor Filme em Idioma não-inglês, além de se tornar o primeiro filme não-inglês a ganhar o Screen Actors Guild Award por Melhor Desempenho de um Elenco em um filme. Desde então, Gisaengchung foi citado como um dos melhores filmes da década de 2010, do século 21 e de todos os tempos.

## Enredo
Kim Ki-taek, um motorista desempregado, vive com a sua esposa Choong-sook, o filho Ki-woo e a filha Ki-jeong num pequeno apartamento, situado na cave de um prédio. Diariamente, a família luta para sobreviver, exercendo trabalhos precários, com pouquíssimos rendimentos, até ao dia em que um amigo de Ki-woo, Min-hyuk, visita a família e presenteia-os com uma grande rocha, garantindo-lhes que esta lhes trará grandes riquezas. Antes de partir, Min-hyuk sugere ainda que Ki-woo assuma o seu cargo como professor de inglês de Da-hye, a filha mais velha da abastada família Park. Na luxuosa mansão Park, Ki-woo é entrevistado e contratado pela Sra. Park, contudo ao saber que esta também procura um professor de arte para Da-song, o seu filho mais novo, Ki-woo sugere uma "profissional" chamada Jessica, que é na realidade Ki-jeong. Uma vez contratada, Ki-jeong faz com que o motorista do Sr. Park seja demitido e substituído pelo seu pai, Ki-taek, chamando-o de "Tio Kim". Rapidamente, os três unem-se e conseguem demitir a governanta Moon-kwang, contratando Choong-sook para o seu lugar, e empregando assim toda a família Kim.
Certo dia, os Parks partem numa viagem noturna para acampar, deixando a mansão sob os cuidados de Choong-sook. Os Kims aproveitam a oportunidade para fazer uma festa na mansão, durante a qual Ki-woo confessa à sua família que está apaixonado por Da-hye. No meio da celebração, Moon-kwang, a ex-governanta, toca à campainha, alegando que tinha combinado ir buscar algo seu deixado na cave. Os outros Kims escondem-se e Choong-sook deixa Moon-kwang entrar. A caminho da cave, a ex-governanta abre um abrigo secreto, revelando que o seu marido, Geun-sae, está ali escondido há 4 anos para evitar os agiotas. Enquanto Choong-sook ameaça chamar a polícia, o resto dos Kims, que as espionavam, acidentalmente são avistados. Com o telemóvel, Moon-kwang grava rapidamente imagens dos novos funcionários da mansão, enquanto se referem como pai e filhos, ameaçando expor a verdade aos Parks.
Devido a uma forte chuva, os Parks telefonam para Choong-sook anunciando que os seus planos foram arruinados e em breve regressam a casa. Os Kims lutam para confinar Moon-kwang e Geun-sae, limpando a mansão e se escondendo de seguida, enquanto Choong-sook prepara um pouco de comida tal como solicitado pela Sra. Park. Moon-kwang liberta-se e corre para a cozinha, mas Choong-sook empurra-a escada abaixo, ferindo-a gravemente na cabeça. Enquanto come, a Sra. Park revela a Choong-sook que o seu filho ficou traumatizado durante um aniversário, quando julgou ter avistado um fantasma a sair da cave. Depois de algumas peripécias, os outros três Kims deixam finalmente a mansão sem serem detectados. Ao chegarem ao apartamento, constatam que este foi inundado pela tempestade. Com poucos meios, tentam salvar o que podem, incluindo a grande "pedra da sorte" que Min-Hyuk havia os presenteado. Os três, juntamente com outros cidadãos obrigados a se deslocarem de suas casas, acabam por dormir num ginásio transformado em abrigo. Enquanto isso, na mansão, Moon-kwang morre com uma concussão e Geun-sae chora.
No dia seguinte, a senhora Park dá uma festa de aniversário para Da-song e convida os Kims. Durante a festa, Ki-woo carrega a pedra até ao abrigo secreto na cave, com a intenção de matar Geun-sae. Inesperadamente, Ki-woo é emboscado pelo homem enraivado e de luto, que lhe abre a cabeça com a pedra e sai disparado para a festa, apunhalando Ki-jeong no peito. A aparição repentina de Geun-sae desencadeia a memória traumática de Da-song, fazendo com que a criança tenha uma convulsão. Ki-taek corre para parar o sangramento de Ki-jeong, enquanto o Sr. Park grita pelas chaves do carro, para que possa levar Da-song ao hospital. A chave é atirada e cai entre Choong-sook e Geun-sae que lutam. Choong-sook mata Geun-sae com um espeto de carne. O Sr. Park finalmente recupera a chave, não escondendo o seu horror pelo "cheiro de pobre" de Geun-sae. Ao testemunhar a reação do Sr. Park, Ki-taek perde o controlo e esfaqueia fatalmente o homem, fugindo de seguida.
O final é narrado por Ki-woo, revelando que Ki-jeong não sobreviveu aos seus ferimentos, enquanto ele ficou em coma várias semanas, sendo submetido a uma cirurgia no cérebro. Após algum tempo, ele e Choong-sook foram a julgamento e sentenciados a liberdade condicional. Mais tarde, observando de longe a mansão dos Parks, Ki-woo apercebe-se de uma luz tremeluzente, emitida por Ki-taek em código Morse. No caos do desfecho da festa de aniversário, Ki-taek conseguiu retirar-se para o abrigo secreto, e desde então tem se escondido e vivido entre os novos proprietários. Ki-woo promete que um dia ele ganhará dinheiro suficiente para comprar a casa e libertar seu pai. Fantasiando sobre o dia de seu reencontro, Ki-woo termina sua carta sentado no apartamento da cave onde o filme começou.

## Elenco
- Song Kang-ho como Kim Ki-taek
- Jang Hye-jin como Kim Chung-sook
- Choi Woo-shik como Kim Ki-woo
- Park So-dam como Kim Ki-jung
- Lee Sun-kyun como Sr. Park
- Cho Yeo-jeong como Sra. Park
- Jung Ji-so como Park Da-hye
- Jung Hyun-joon como Park Da-song
- Lee Jung-eun como Gook Moon-gwang
- Park Myung-hoon como Geun-sae
- Park Geun-Rok como Chauffeur Yoon
- Jung Yi-seo como Dono da Pizzaria

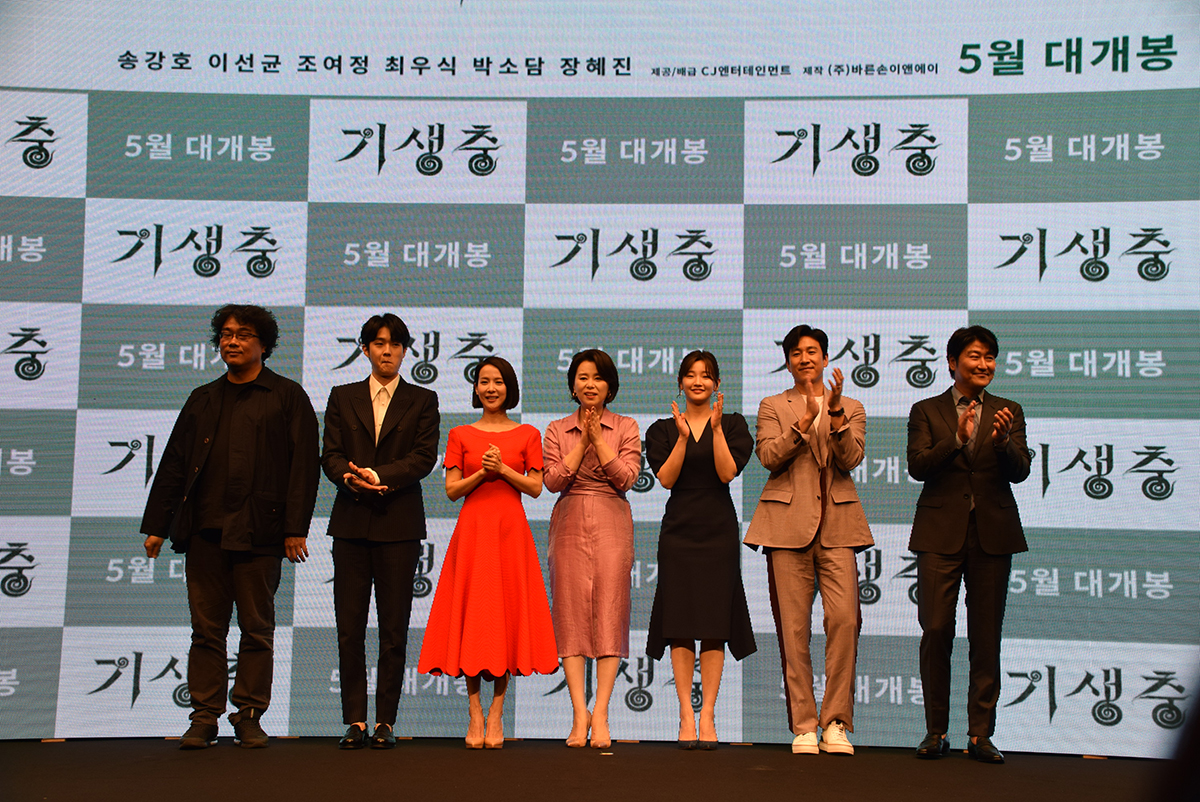
Diretor e estrelas do filme em um evento para a imprensa em abril de 2019

- Park Seo-joon como Min-hyuk (participação especial)

## Produção

### Desenvolvimento
A ideia para Gisaengchung surgiu em 2013. Enquanto trabalhava no Snowpiercer, Bong foi incentivado por um amigo ator de teatro a escrever uma peça. Ele era tutor do filho de uma família rica em Seul, com pouco mais de 20 anos, e considerou transformar sua experiência em uma produção teatral. O título do filme, Gisaengchung (que significa "Parasita", numa tradução literal), foi selecionado por Bong por servir um duplo significado, que ele teve que convencer o grupo de marketing do filme a usar. Bong disse: "Como a história é sobre a família pobre se infiltrando e entrando na casa rica, parece muito óbvio que Gisaengchung refere-se à família pobre, e acho que é por isso que a equipe de marketing ficou um pouco hesitante. Mas se você olhar para o outro lado, pode dizer que uma família rica também é um parasita em termos de trabalho. Eles não podem nem lavar a louça, não podem dirigir sozinhos, então sugam o trabalho da família pobre. Então, ambos são parasitas".

### Escrita do roteiro
Depois de concluir Snowpiercer, Bong escreveu um tratamento cinematográfico de quinze páginas para a primeira metade de Gisaengchung, que seu assistente de produção em Snowpiercer, Han Jin-won, transformou em três rascunhos diferentes do roteiro. Após terminar Okja, Bong retornou ao projeto e finalizou o roteiro. Han Jin-won recebeu crédito como co-escritor.
Bong declarou que o filme foi influenciado pelo "gótico doméstico" coreano de 1960 Hanyeo, no qual a estabilidade de uma família de classe média é ameaçada pela chegada de um intruso perturbador na forma de ajuda doméstica. O incidente de Christine e Léa Papin – duas empregadas domésticas que assassinaram seus patrões na França nos anos 1930 – também o inspirou. Bong também considerou seu próprio passado, onde foi professor de uma família rica. Bong disse: "Tive a sensação de que estava me infiltrando na vida privada de estranhos. Todas as semanas eu ia à casa deles e pensava como seria divertido se conseguisse fazer com que todos os meus amigos se infiltrassem na casa, um por um". Além disso, a alergia de Moon-gwang a pêssegos foi inspirada por um dos amigos da universidade de Bong que tinha essa alergia.
Darcy Paquet, um estadunidense residente na Coreia do Sul, traduziu as legendas em inglês, escrevendo diretamente com Bong. Paquet traduziu Jjapaguri ou Chapaguri, prato preparado por um personagem do filme, como "ram-don", que significa ramen-udon. Tal prato é uma mistura de Chapagetti e Neoguri produzida pela empresa alimentícia Nongshim. A versão em inglês do filme mostra pacotes rotulados como "ramyeon" e "udon" para destacar aos falantes de inglês como o nome foi criado. Paquet acreditava que a palavra "ram-don" não existia anteriormente, pois não encontrou resultados no Google. Em uma ocasião, Paquet usou a Universidade de Oxford como referência em vez da Universidade Nacional de Seul, e em outra, usou o WhatsApp como aplicativo de mensagens em vez do KakaoTalk. Paquet escolheu Oxford em vez de Harvard por causa da afinidade de Bong com o Reino Unido e porque Paquet acreditava que usar Harvard seria "uma escolha muito óbvia". Paquet explicou: "Para que o humor funcione, as pessoas precisam entendê-lo imediatamente. Com uma palavra desconhecida, o humor se perde".

### Filmagens

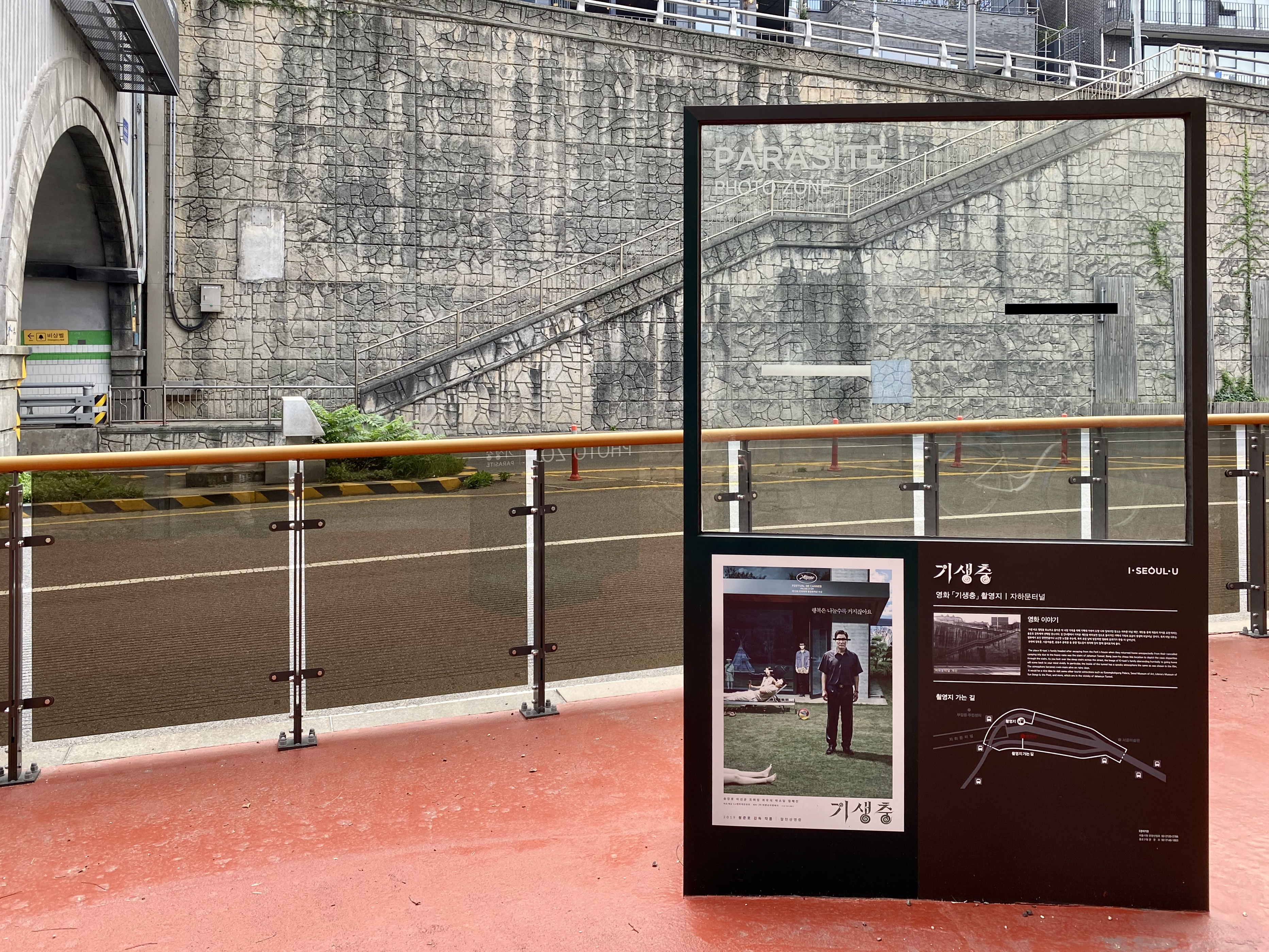
O Túnel Jahamun, localizado em Seul, foi uma das locações de Gisaengchung.

As filmagens de Gisaengchung começaram em 18 de maio de 2018 e terminou 124 dias depois em 19 de setembro de 2018. As filmagens ocorreram em torno de Seul e em Jeonju. O diretor de fotografia foi Hong Kyung-pyo, um conhecido cinematógrafo sul-coreano que trabalhou com outros diretores conhecidos.

#### A casa dos Parks
A casa dos Parks era um cenário especialmente construído. O térreo e o jardim foram construídos em um terreno vazio ao ar livre, enquanto o subsolo e o primeiro andar foram construídos no set. "Construímos o andar principal da casa em um backlot e no segundo andar havia uma tela verde do lado de fora", explicou o editor Yang Jin-mo; "Quando filmamos de dentro para fora, tudo além do jardim era de efeitos visuais".
Como parte do roteiro, Bong também desenhou o layout básico da casa. “É como se houvesse um universo próprio dentro deste filme. Cada personagem e cada equipe têm espaços que ocupam, nos quais podem se infiltrar, e também espaços secretos que não conhecem”. Um arquiteto fictício, Namgoong Hyeonja, foi criado como o designer da casa e proprietário anterior antes dos Parks e o designer de produção, Lee Ha-jun, considerou a forma e a função da casa com base em como Namgoong a projetaria. O imóvel foi projetado e construído para ser não apenas bonito, mas também "um palco que atendesse às necessidades precisas de sua câmera, composições e personagens, ao mesmo tempo que incorporava os ricos temas de seu filme".
Lee disse: "Como a casa do Sr. Park foi construída por um arquiteto na história, não foi fácil encontrar a abordagem certa para projetar a casa... Não sou arquiteto e acho que há uma diferença em como um arquiteto imagina um espaço e como um designer de produção o faz. Priorizamos o bloqueio e os ângulos de câmera enquanto os arquitetos constroem espaços para as pessoas realmente viverem e, assim, projetarem em torno das pessoas. Então, acho que a abordagem é muito diferente". Por exemplo, Ha-jun estabeleceu que Namgoong teria usado a sala de estar do primeiro andar para apreciar o jardim, por isso foi construído com uma única janela larga e apenas opções de assentos espartanas para esta função. Algumas das obras de arte do interior dos cenários da casa foram do artista sul-coreano Seung-mo Park, que incluiu tanto obras autênticas quanto outras criadas explicitamente para o filme. A equipe projetou a casa e os interiores para tornar o cenário adequado para filmagem na proporção de 2,35:1, favorecendo ambientes amplos e profundos em vez de altura.
Lee disse que o sol foi um fator importante na construção do cenário externo. “A direção do sol foi um ponto crucial a considerar enquanto procurávamos terrenos ao ar livre”, explicou ele. "Tivemos que lembrar a posição do sol durante o período de tempo desejado e determinar as posições e tamanhos das janelas de acordo. Em termos de iluminação prática, o DP [Hong Kyung-pyo] tinha pedidos específicos em relação à cor. Ele queria uma iluminação indireta sofisticada e o calor das fontes de lâmpadas incandescentes. Antes de construir o cenário, o DP e eu visitamos o terreno diversas vezes para verificar o movimento do sol a cada hora, e decidimos juntos a localização do cenário".

#### O apartamento dos Kims
O apartamento semi-subsolo dos Kims e sua rua também foram construídos no set, em parte por necessidade para filmar as cenas da enchente. Lee Ha-jun visitou e fotografou várias vilas e cidades abandonadas na Coreia do Sul programadas para serem demolidas para coletar referências do design do cenário. Ele também criou histórias para os vizinhos dos Kim e adicionou detalhes dos moradores ao longo da rua para melhorar a autenticidade da aparência da rua.

### Edição
Segundo o editor Yang Jin-mo, Bong Joon-ho optou por rodar o filme sem a cobertura tradicional. Para oferecer mais opções de edição com tomadas limitadas, às vezes eles juntavam diferentes tomadas da mesma foto. Yang editou o filme usando o Final Cut Pro 7, um programa não atualizado desde 2011.
O filme foi produzido para lançamento em cores. Uma versão em preto e branco foi produzida antes da estreia mundial em Cannes e estreou em 26 de janeiro de 2020 no Festival Internacional de Cinema de Roterdão, sendo reexibida de 29 a 31 de janeiro. Esta versão também recebeu um lançamento limitado em alguns países.

### Música
A trilha sonora, do compositor sul-coreano Jung Jae-il, consistiu em "peças minimalistas para piano, pontuadas por leve percussão", estabelecendo a "atmosfera tensa" do filme. Também tinha uma textura barroca com trechos da ópera Rodelinda de Handel e da canção italiana de 1964 "In ginocchio da te" de Gianni Morandi. Foi gravada principalmente através de sons de computador.
A partitura foi publicada e lançada na Coreia do Sul, em formato digital e físico, pela Genie Music e Stone Music Entertainment em 30 de maio de 2019. Internacionalmente, foi lançada em 11 de outubro de 2019 pela Milan Records.
Uma canção original, "Soju han jan", escrita por Joon-ho e interpretada por Choi Woo-shik, que também interpretou o personagem principal Ki-woo, é ouvida durante os créditos finais do filme. Para divulgar os lançamentos digitais internacionais da trilha sonora, a música foi exibida em inglês com o nome "Soju One Glass" [Sic]; mais tarde foi alterada para um título gramaticalmente correto para ser selecionado para a categoria de Melhor Canção Original no Óscar.

## Lançamento
Gisaengchung estreou no Festival de Cannes 2019 em 21 de maio de 2019, onde se tornou o primeiro filme sul-coreano a ganhar a Palma de Ouro.
O primeiro mercado fora da Coreia do Sul, aonde o filme estreou foi a Rússia a 4 de julho de 2019, enquanto que nos Estados Unidos o filme estreou no dia 11 de outubro do mesmo ano. Em Portugal, o filme teve a sua pré-estreia a 12 de setembro, durante a versão portuguesa da Comic Con, sendo que a sua estreia oficial ocorreu duas semanas mais tarde em 26 de setembro.
O filme foi originalmente programado para ser exibido como filme de encerramento no FIRST International Film Festival em Xining, na China, em 28 de julho de 2019, mas na véspera, os organizadores do festival de cinema anunciaram que a exibição teria que ser cancelada por "razões técnicas".
Em Portugal, o filme estreou no dia 26 de setembro de 2019, e no Brasil, no dia 7 de novembro de 2019. Também foi lançado no país em mídia física, após pedidos de colecionadores. Em 2021, a  versão em preto e branco do diretor foi apresentada na Mostra Internacional de Cinema de São Paulo. No mesmo ano, a Alpha Filmes e a Pandora Filmes lançaram uma nova edição do filme em Blu-ray no Brasil, em formato definitivo e limitado em parceria com a Versátil Home Vídeo. Além da memorabilia e dos extras, a edição tem a versão do filme em preto e branco do diretor.

### Distribuição
Foi então lançado na Coréia do Sul pela CJ Entertainment no dia 30 de maio de 2019. A NEON adquiriu os direitos norte-americanos do filme para os Estados Unidos (AFM) durante a sua produção em 2018. Foi licenciado para o Reino Unido e Irlanda pela Curzon Artificial Eye. No Brasil, a Pandora Filmes e a Alpha Filmes adquiriram os direitos de distribuição. Em Portugal a distribuição foi feita pela Alambique Filmes. Os direitos do filme foram também pré-vendidos para os territórios de língua alemã (Koch Films), francês (The Jokers Films) e japonês (Bitters End).

## Recepção

### Desempenho comercial
Gisaengchung arrecadou US$ 71,4 milhões na Coreia do Sul e US$ 133,9 milhões em outros países (com US$ 53,4 milhões oriundos dos Estados Unidos e Canadá), perfazendo um total global de US$ 258,7 milhões. Estabeleceu um novo recorde para Bong, tornando-se o primeiro de seus filmes a arrecadar mais de US$ 100 milhões em todo o mundo. O Deadline Hollywood calculou que o lucro líquido do filme foi de cerca US$ 46,2 milhões.
Em seu país de origem, Gisaengchung arrecadou US$ 20,7 milhões em seu fim de semana de estreia. Fechou sua bilheteria no país com mais de setenta milhões de dólares arrecadados através da vendagem de dez milhões de ingressos nos cinemas (número equivalente a cerca de um quinto da população do país), ocupando o primeiro lugar entre os cinco filmes mais vistos nos cinemas sul-coreanos no ano.
No fim de semana de estreia do filme nos Estados Unidos, Gisaengchung arrecadou US$ 376.264 em três cinemas. Sua média por local de US$ 125.421 foi a melhor desde La La Land em 2016, sendo a melhor de todos os tempos para um filme estrangeiro. O filme se expandiu para 33 cinemas em seu segundo fim de semana, arrecadando US$ 1,24 milhão e depois faturou US$ 1,8 milhão em 129 cinemas na semana seguinte. O filme arrecadou US$ 2,5 milhões em seu quarto fim de semana e US$ 2,6 milhões em seu quinto. A contagem inicial de cinemas que exibiam filme atingiu o pico em seu sexto fim de semana, com 620 cinemas, quando Gisaengchung arrecadou US$ 1,9 milhão. Continuou a se manter bem nos fins de semana seguintes, arrecadando entre US$ 1,3 milhão e US$ 1 milhão. Em sua décima semana de lançamento, o filme ultrapassou a marca de US$ 20 milhões (raro para um filme internacional), arrecadando US$ 632.500 em 306 cinemas. Durante o fim de semana do Oscar, o filme arrecadou US$ 1,5 milhão em 1.060 cinemas, totalizando US$ 35,5 milhões.
Em 5 de fevereiro do ano seguinte, Gisaengchung se tornou o primeiro filme coreano em quase quinze anos a ultrapassar um milhão de espectadores no Japão. No Reino Unido, quebrou o recorde de fim de semana de estreia de um filme em língua não inglesa, arrecadando £ 1,4 milhão (US$ 1,8 milhão), incluindo prévias no fim de semana de estreia, em 135 telas, e na Austrália, onde arrecadou mais de US$ 1,9 milhão. No fim de semana seguinte à vitória no Óscar, o filme arrecadou US$ 12,8 milhões em 43 países, elevando seu total internacional para US$ 161 milhões, fazendo com que o faturamento global ultrapassasse a marca de US$ 200 milhões.
Após o sucesso do Óscar, Gisaengchung foi relançado em vários países, gerando receitas adicionais significativas. A Associated Press relatou que o filme teve o maior "efeito Oscar" desde 2001, depois que Gladiador ganhou o prêmio de Melhor Filme. A receita de bilheteria de Gisaengchung aumentou mais de 230% em comparação com o primeiro lançamento, arrecadando US$ 2,15 milhões em um único dia. O filme também ficou em primeiro lugar no Japão, sendo o primeiro filme coreano a realizar o feito em quinze anos. A Motion Picture Distributors Association of Australia anunciou que US$ 749 mil em ingressos de cinema foram vendidos em um único fim de semana, com o filme reentrando no top 10 de bilheteria local mais de seis meses depois de estrear nos cinemas australianos. Gisaengchung também voltou ao quarto lugar nas bilheterias da Coreia do Sul, atraindo mais de 80.000 espectadores.

### Resposta da crítica
No site Rotten Tomatoes, o filme mantém uma taxa de aprovação de 99%, baseando-se em 333 comentários, com uma classificação média de 9,39/10; o consenso crítico do site diz: "Com uma análise urgente e brilhante de temas sociais oportunos, Parasite [nome que o filme recebeu nos Estados Unidos] encontra o diretor e argumentista Bong Joon Ho no comando quase total do seu ofício". No Metacritic, que usa uma média ponderada, foi atribuído ao filme uma pontuação de 96 em 100, com base em 48 críticas, indicando "aclamação universal"; no mesmo site, Gisaengchung foi classificado como o melhor filme de 2019 e ficou em sétimo lugar entre os filmes com as maiores pontuações da década.
Ao escrever para o The New York Times, A.O. Scott descreveu o filme como "um filme extremamente divertido, o tipo de filme inteligente, generoso e esteticamente energizado que elimina as cansadas distinções entre filmes de arte e filmes de pipoca". Bilge Ebiri, da New York Magazine escreveu que Gisaengchung é "um trabalho em si, em constante estado de transformação agitada - uma obra-prima que quebra os nervos, cujo feitiço permanece muito tempo depois de sua assustadora imagem final". Dave Calhoun, da Time Out, elogiou o comentário social e afirmou que "este é um trabalho deslumbrante, surpreendente e emocionante do começo ao fim, cheio de grandes estrondos e pequenas maravilhas". Jessica Kiang, da Variety, descreveu o filme como "um passeio selvagem", escrevendo que "Bong está de volta e de forma brilhante, mas ele está inconfundivelmente a rugir furiosamente, e isso fica registrado, porque o alvo é tão merecedor, tão enorme, tão incrível". Joshua Rivera da revista GQ fez uma crítica positiva dizendo que o filme era "brilhante" e declarou que "possivelmente era dos melhores filmes de 2019".
Michael Wood, escrevendo para a London Review of Books, declarou que o tema da consciência de classe era consistente com Snowpiercer, o trabalho anterior do diretor Bong, afirmando: "O tema da ascensão social, ou da diferença social como uma paisagem, dificilmente poderia ser mais óbvio, mas estamos começando a entender a ideia do filme: não evitar estereótipos, mas continuar colidindo com eles". A. A. Dowd, do The A.V. Club, concedeu ao filme uma nota A, elogiando as reviravoltas divertidas e surpreendentes. Maytê Carvalho, especialista brasileira em comunicação, analisou o roteiro do filme e disse que o mesmo usa a técnica da "sedução": "Essa é a principal narrativa utilizada na abordagem dos diálogos entre a familia Kim e a familia Park no filme Parasita. Na minha opinião, eles passam dos limites considerados saudáveis na técnica persuasiva (beiram a psicopatia)".

### Prêmios, indicações e laureações

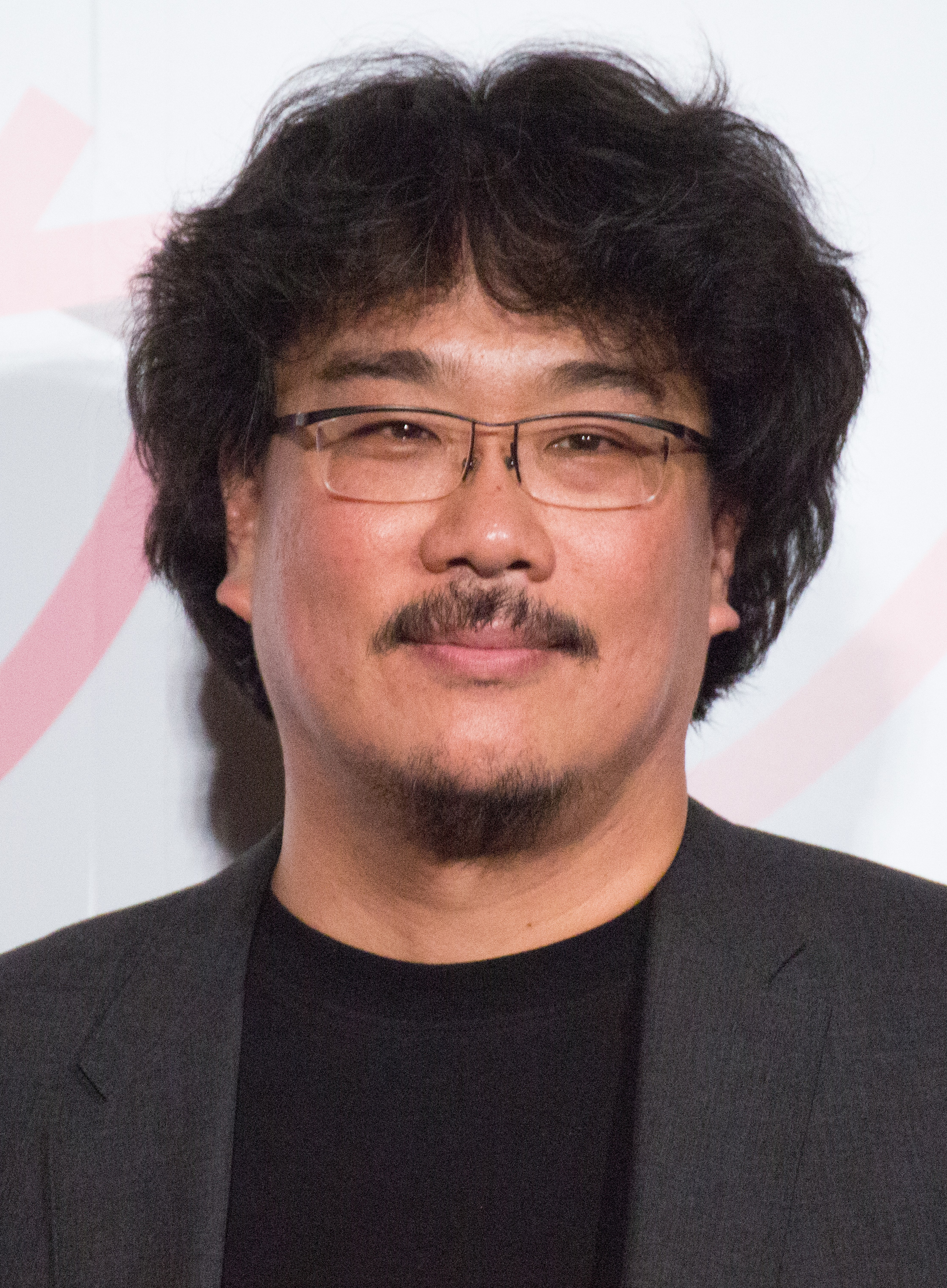
Bong Joon-ho recebeu o Óscar de melhor diretor em 2020.

Gisaengchung ganhou a Palma de Ouro no Festival de Cannes de 2019, tornando-se o primeiro filme sul-coreano a ganhar o prêmio, bem como o primeiro filme a vencer com votação unânime desde La vie d'Adèle em 2013. Durante a 77ª cerimônia do Globo de Ouro, o filme foi indicado a três prêmios, incluindo Melhor Diretor e Melhor Roteiro, vencendo na categoria de Melhor Filme Estrangeiro, tornando-se o primeiro filme sul-coreano a alcançar esse feito.
Tornou-se o segundo filme de idioma não inglês a ser indicado ao Prémio Screen Actors Guild para melhor elenco em cinema desde o italiano A Vida É Bela (1997) e, por fim, venceu a categoria, tornando-se o primeiro filme internacional a ganhar o prêmio. Gisaengchung também foi indicado a quatro prêmios para a cerimônia do BAFTA em 2020: Melhor Filme, Melhor Diretor, Melhor Roteiro Original e Melhor Filme em língua não-inglesa, ganhando os dois últimos.
O filme foi a inscrição sul-coreana para o prêmio de Melhor filme internacional do Óscar, entrando para a lista final em dezembro. Ganhou quatro prêmios: Melhor Filme, Melhor Diretor, Melhor Roteiro Original e Melhor Filme internacional. Gisaengchung se tornou o primeiro filme em língua não inglesa na história do Óscar a ganhar o prêmio de Melhor Filme. Também se tornou o primeiro filme sul-coreano a ser indicado para a categoria de Melhor Filme no Óscar e o segundo filme do Leste Asiático a receber uma indicação de Melhor Filme desde O Tigre e o Dragão (2000), enquanto Bong Joon-ho se tornou o quarto asiático a receber uma indicação ao Oscar de Melhor Diretor, tornando-se o segundo a vencer, depois de Ang Lee. O filme também recebeu indicações para Melhor Edição e Melhor Design de Produção. Se tornou o terceiro filme a ganhar tanto o Óscar de Melhor Filme quanto a Palma de Ouro em Cannes depois de Farrapo Humano (1945) e Marty (1955).

"Quando eu era jovem e estudava cinema, havia um ditado que gravei profundamente em meu coração: ‘O [conceito] mais pessoal é o mais criativo’".

– Bong Joon-ho em seu discurso após ganhar o prêmio de Melhor Diretor durante o 92º Oscar, atribuindo seu sucesso a Martin Scorsese.
Durante o discurso de aceitação de Bong Joon-ho no Oscar, ele fez uma pausa para agradecer a Martin Scorsese, um dos diretores indicados na mesma cerimônia, a quem Bong reconheceu como tendo importância histórica para o cinema, o que resultou em aplausos espontâneos do público. No dia seguinte, Scorsese enviou ao diretor uma carta pessoal de felicitações, que Bong relatou durante uma palestra no Film at Lincoln Center, embora Bong tenha afirmado que não poderia compartilhar a carta completa devido à sua natureza pessoal. Ele, no entanto, compartilhou a conclusão da carta afirmando que Scorsese lhe disse: "Você se saiu bem. Agora descanse. Mas não descanse por muito tempo". Bong então acrescentou que Scorsese terminou sua carta afirmando "como ele e outros diretores estavam esperando pelo próximo filme (de Bong)".
No 56º Grand Bell Awards, Gisaengchung obteve onze indicações, vencendo cinco delas: Melhor Filme, Melhor Diretor, Melhor Atriz Coadjuvante (para Lee Jung-eun), Melhor Roteiro e Melhor Música.
A Associated Press comentou que, embora a Academia de Artes e Ciências Cinematográficas - AMPAS, não tivesse conseguido reconhecer adequadamente os cineastas nas indicações ao Oscar, desta vez reconheceu a diversidade. O The Wall Street Journal afirmou ainda que o filme parecia prometer um “Oscar mais inclusivo” exigido por aqueles que já criticaram a AMPAS. A Associated Press também observou que a vitória do filme, por ser um estrangeiro vencedor do Oscar em uma categoria regular da Academia, abre a porta para Hollywood passar por uma mudança radical e um tipo diferente de avanço, como um cético preocupado que se “Parasite ganhou o Oscar de Melhor filme internacional, provavelmente não ganharia nenhum outro prêmio importante”. "A academia deu o [prêmio de] Melhor Filme ao verdadeiro melhor filme", escreveu Justin Chang do Los Angeles Times, que continuou dizendo que os órgãos de premiações de cinema mundo afora ficaram "surpresos, pois reconheceram que a indústria de nenhum país tem o monopólio do cinema". Em 2021, o Writers Guild of America classificou o roteiro de Gisaengchung como o quarto melhor do século 21 até agora.
Em 28 de março de 2023, o presidente do Festival de Cinema de Cannes, Thierry Frémaux, revelou que depois de Everything Everywhere All at Once, uma comédia dramática de ficção científica de 2022, também com um elenco predominantemente asiático que ganhou o Óscar de Melhor Filme na edição de 2023, ele começou a questionar se a vitória de Melhor Filme para Gisaengchung foi digna o suficiente, dizendo: "Como pode um filme não americano ganhar o Oscar de melhor filme já que é uma cerimônia em homenagem ao cinema americano? Gisaengchung venceu, é ótimo, mas é um filme coreano".
| Prémio                                        | Data da cerimônia      | Categoria                     | Destinatário (s) e candidato (s) | Resultado | Ref(s)          |
| --------------------------------------------- | ---------------------- | ----------------------------- | -------------------------------- | --------- | --------------- |
| Festival de Cinema de Cannes                  | 25 de maio de 2019     | Palme d'Or                    | Bong Joon-ho                     | Venceu    | [ 111 ] [ 112 ] |
| Buil Film Awards                              | 4 de Outubro de 2019   | Melhor Filme                  | Gisaengchung                     | Venceu    |                 |
| Buil Film Awards                              | 4 de Outubro de 2019   | Melhor Realizador             | Bong Joon-ho                     | Indicado  |                 |
| Buil Film Awards                              | 4 de Outubro de 2019   | Melhor Actor                  | Choi Woo-shik                    | Indicado  |                 |
| Buil Film Awards                              | 4 de Outubro de 2019   | Melhor Actriz                 | Cho Yeo-jeong                    | Indicado  |                 |
| Buil Film Awards                              | 4 de Outubro de 2019   | Melhor Actor Secundário       | Park Myung-hoon                  | Venceu    |                 |
| Buil Film Awards                              | 4 de Outubro de 2019   | Melhor Actriz Secundária      | Lee Jung-eun                     | Venceu    |                 |
| Buil Film Awards                              | 4 de Outubro de 2019   | Melhor Actriz Secundária      | Jang Hye-jin                     | Indicado  |                 |
| Buil Film Awards                              | 4 de Outubro de 2019   | Melhor Argumento              | Bong Joon-ho, Han Jin-won        | Venceu    |                 |
| Buil Film Awards                              | 4 de Outubro de 2019   | Melhor Fotografia             | Hong Kyung-pyo                   | Venceu    |                 |
| Buil Film Awards                              | 4 de Outubro de 2019   | Melhor Banda Sonora           | Jung Jae-il                      | Venceu    |                 |
| Buil Film Awards                              | 4 de Outubro de 2019   | Melhor Direção de Arte        | Lee Ha-joon                      | Indicado  |                 |
| Chunsa Film Art Awards                        | 18 de Julho de 2019    | Melhor Realizador             | Bong Joon-ho                     | Venceu    | [ 113 ] [ 114 ] |
| Chunsa Film Art Awards                        | 18 de Julho de 2019    | Melhor Actor                  | Choi Woo-shik                    | Indicado  |                 |
| Chunsa Film Art Awards                        | 18 de Julho de 2019    | Melhor Actor                  | Song Kang-ho                     | Indicado  |                 |
| Chunsa Film Art Awards                        | 18 de Julho de 2019    | Melhor Actriz                 | Cho Yeo-jeong                    | Venceu    |                 |
| Chunsa Film Art Awards                        | 18 de Julho de 2019    | Melhor Actor Secundário       | Park Myung-hoon                  | Indicado  |                 |
| Chunsa Film Art Awards                        | 18 de Julho de 2019    | Melhor Actriz Secundária      | Lee Jung-eun                     | Venceu    |                 |
| Chunsa Film Art Awards                        | 18 de Julho de 2019    | Melhor Argumento              | Bong Joon-ho, Han Jin-won        | Venceu    |                 |
| Fantastic Fest                                | 26 de Setembro de 2019 | Prémio do Público             | Gisaengchung                     | Venceu    |                 |
| International Cinephile Society Cannes Awards | 25 de Maio de 2019     | Melhor Realizador             | Bong Joon-ho                     | Venceu    | [ 115 ]         |
| Munich International Film festival            | 6 de Julho de 2019     | Melhor Filme Internacional    | Gisaengchung                     | Indicado  |                 |
| San Sebastián International Film Festival     | 28 de Setembro de 2019 | FIPRESCI Filme do Ano         | Gisaengchung                     | Indicado  |                 |
| Sydney Film Festival                          | 16 de Junho de 2019    | Melhor Filme                  | Gisaengchung                     | Venceu    | [ 116 ] [ 117 ] |
| Toronto International Film Festival           | 15 de Setembro de 2019 | Grolsch People's Choice Award | Gisaengchung                     | 3º Lugar  | [ 118 ]         |
| International Film Festival Cinematik         | 15 de Setembro de 2019 | Prémio do Público             | Gisaengchung                     | Venceu    | [ 119 ]         |
| Critics' Choice Movie Award                   | 12 de Janeiro de 2020  | Melhor Filme Estrangeiro      | Gisaengchung                     | Venceu    | [ 120 ]         |
| BAFTA Awards                                  | 2 de Fevereiro de 2020 | Melhor Filme Estrangeiro      | Gisaengchung                     | Venceu    | [ 121 ]         |
| BAFTA Awards                                  | 2 de Fevereiro de 2020 | Melhor Filme                  | Gisaengchung                     | Indicado  | [ 121 ]         |
| BAFTA Awards                                  | 2 de Fevereiro de 2020 | Melhor Roteiro Original       | Bong Joon-ho, Han Jin-won        | Venceu    | [ 121 ]         |
| BAFTA Awards                                  | 2 de Fevereiro de 2020 | Melhor Realizador             | Bong Joon-ho                     | Indicado  | [ 121 ]         |
| Oscar 2020                                    | 9 de Fevereiro de 2020 | Melhor Filme                  | Gisaengchung                     | Venceu    |                 |
| Oscar 2020                                    | 9 de Fevereiro de 2020 | Melhor Diretor                | Bong Joon-ho                     | Venceu    |                 |
| Oscar 2020                                    | 9 de Fevereiro de 2020 | Melhor Roteiro Original       | Bong Joon-ho, Han Jin-won        | Venceu    |                 |
| Oscar 2020                                    | 9 de Fevereiro de 2020 | Melhor Montagem               | Yang Jin-mo                      | Indicado  |                 |
| Oscar 2020                                    | 9 de Fevereiro de 2020 | Melhor Direção de Arte        | Lee Ha-jun, Cho Won-woo          | Indicado  |                 |
| Oscar 2020                                    | 9 de Fevereiro de 2020 | Melhor Filme Internacional    | Coreia do Sul                    | Venceu    |                 |

## Temas e interpretações
Os principais temas de Gisaengchung são conflito de classes, desigualdade social e disparidade de riqueza. Os críticos de cinema e o próprio Bong Joon-ho consideraram o filme como um reflexo do capitalismo em estágio avançado, com alguns o associando ao termo "Inferno Joseon", uma frase satírica que postula que viver no inferno seria semelhante a viver na Coreia do Sul moderna. Este termo surgiu devido às altas taxas de desemprego juvenil, às intensas demandas de ensino superior, à crise de acessibilidade à moradia e ao crescente fosso socioeconómico entre ricos e pobres. Em Coronavirus Capitalism Goes to the Cinema, Nulman escreve que a etimologia da palavra "parasita" originalmente se refere a "pessoa que come na mesa de outra", que é apresentada em uma das cenas do filme. Nulman também observa a conexão entre parasitas e a seguinte citação de Karl Marx:
O capitalista é apenas o capital personificado. Sua alma é a alma do capital. Mas o capital tem uma única força motriz, o impulso para se valorizar, para criar mais-valia, para fazer com que a sua parte constante, os meios de produção, absorva a maior quantidade possível de trabalho excedentário. O capital é um trabalho morto que, como um vampiro, vive apenas sugando o trabalho vivo e vive cada vez mais a medida que suga da mão-de-obra. 
O filme também analisa a utilização de conexões e qualificações para progredir, tanto para famílias ricas como para famílias pobres. Alguns argumentam que a discussão sobre classes no filme está relacionada ao conceito de habitus de Pierre Bourdieu.
Bong se referiu a Gisaengchung como um andar de cima/baixo ou "filme de escada", em que as escadas são usadas como motivo para representar as posições das famílias nas casas dos Kims e dos Parks, bem como no "bunker" do porão. O apartamento semi-subsolo onde os Kim vivem é comum para os residentes mais pobres de Seul devido ao seu aluguel mais baixo, apesar de ter problemas como mofo e aumento do risco de doenças. As inundações das monções, como a retratada no filme, costumam danificar mais esses tipos de residências. O filme apresenta classe em termos espaciais que falam de hierarquia, de acordo com Nulman.
Segundo Bong, o final implica que Ki-woo não conseguirá ganhar os fundos necessários para comprar a casa, já que a cena final mostra Ki-woo ainda no apartamento do porão e relembra a primeira cena; ele descreveu essa cena como uma "morte infalível", referindo-se a um golpe de misericórdia para garantir a morte. A música final refere-se a Ki-woo trabalhando para ganhar dinheiro para conseguir a casa; Choi Woo-shik estimou que levaria aproximadamente 564 anos para Ki-woo ganhar dinheiro suficiente para comprar a casa. Mesmo assim, ele estava otimista: “Tenho quase certeza de que Ki-woo é um daqueles garotos brilhantes. Ele terá alguma ideia e simplesmente entraria na casa da família alemã e acho que resgataria seu pai". No entanto, de acordo com muitas interpretações, este sonho subscreve uma mentalidade empreendedora e é improvável que seja alcançado; além disso, "não aborda o problema fundamental em questão. Mesmo neste cenário de fantasia, Ki-taek ainda estaria contido em casa por um sistema legal que buscaria seu processo e prisão. As forças que criaram e mantiveram a separação da família Kim não seriam desfeitas, apenas adaptadas”.
Os críticos também consideraram os temas do colonialismo e do imperialismo. De acordo com Ju-Hyun Park, o filme se desenrola dentro da "ordem econômica capitalista inaugurada e mantida na Coreia do Sul pela ocupação americana [durante a Guerra da Coreia]", com o uso da língua inglesa no filme denotando prestígio dentro desse sistema econômico. O filho da família Park, Da-song, é obcecado por "índios" e possui brinquedos com temática de nativos americanos e réplicas não autênticas. Eugene Nulman faz a ligação entre a família "nativa" dos Parks e os invasores, com os Kims que trazem consigo "parasitas mortais" para os quais os nativos não têm imunidade. Nulman aponta para a teoria miasmática de doenças transmitidas por cheiros, onde se pensava que os nativos poderiam pegar doenças apenas cheirando o ar nocivo transportado pelos colonizadores espanhóis. Isso se conecta ao tema do filme em torno da distinção de classe do olfato. Bong observou que: "Eu não iria tão longe a ponto de dizer que é um comentário sobre o que aconteceu nos Estados Unidos, mas está relacionado no sentido de que esta família começa a se infiltrar na casa e já encontra uma família morando lá. Então você poderia dizer que é uma piada nesse contexto. Mas, ao mesmo tempo, os nativos americanos têm uma história muito complicada, longa e profunda. Mas nesta família, essa história é reduzida ao hobby e decoração de um menino. A mãe do menino menciona a barraca como um produto importado dos EUA e acho que é como as camisetas do Che Guevara que as pessoas usam. Elas não conhecem a vida da figura revolucionária, só acham que é uma camiseta legal. É isso que acontece em nosso tempo atual: o contexto e o significado por trás dessas coisas reais só existem como algo superficial".
Alguns críticos observam a importância da solidariedade da classe trabalhadora apresentada no filme. Os problemas em que os Kim se encontram resultam da falta de solidariedade de classe com as outras famílias pobres, Geun-sae e Moon-gwang. No clímax do filme, o Sr. Kim toma consciência de sua identidade de classe quando o Sr. Park fica enojado com o cheiro dos Geun-sae. Outros analistas argumentam que Gisaengchung revelou os infortúnios de vítimas pobres e impotentes de um mundo indiferente que são transformadas em libertação através do efeito cómico do massacre em massa.